# Liste des maires d'Aubusson (Creuse)
La liste des maires d'Aubusson présente la liste des maires de la commune française d'Aubusson, située dans le département de la Creuse en région Nouvelle-Aquitaine.

## L'hôtel de ville

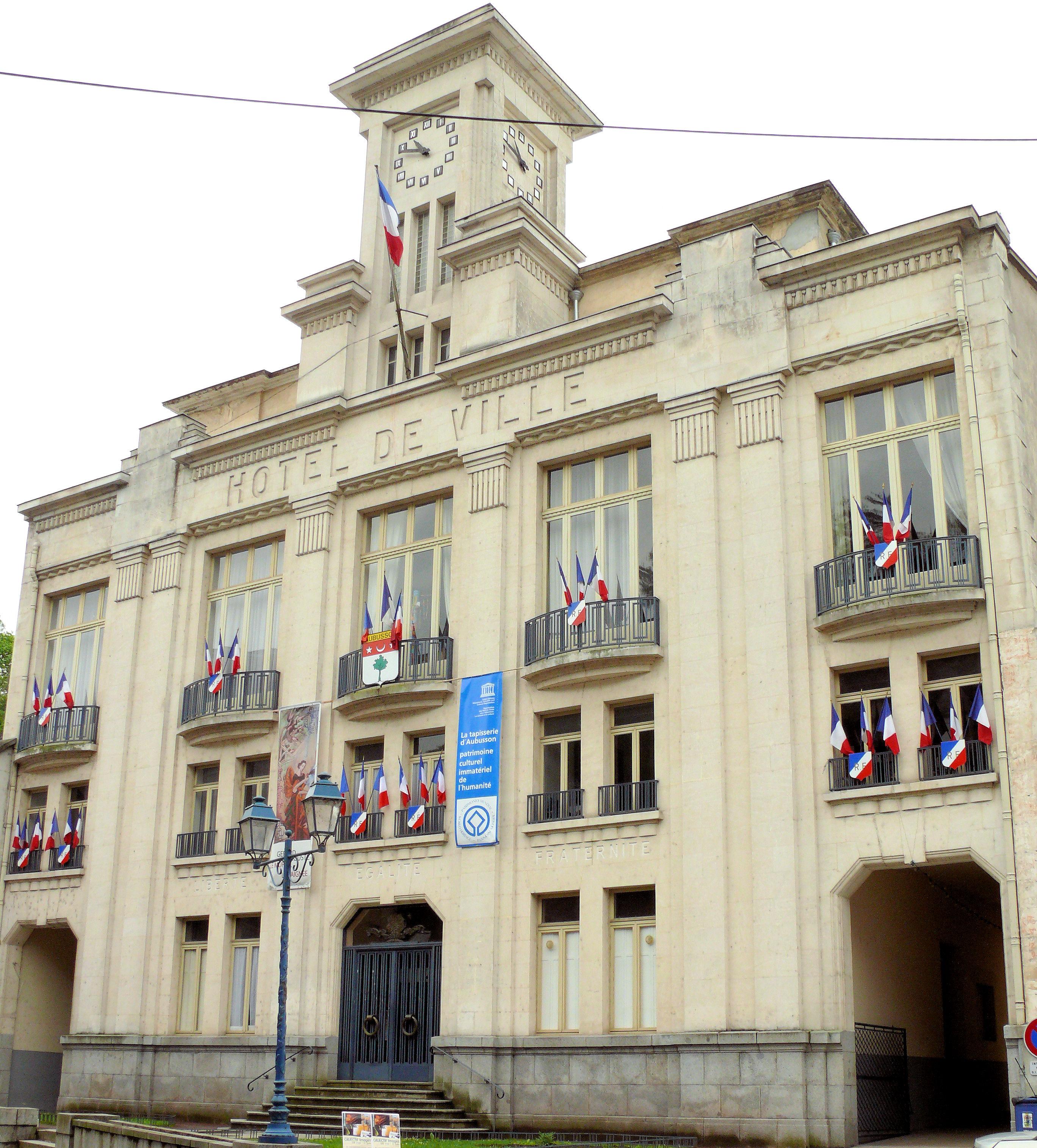
L'hôtel de ville d'Aubusson.

## Liste des maires

### Sous l'Ancien Régime
| Période                                  | Période | Identité                            | Étiquette | Qualité                                           |
| ---------------------------------------- | ------- | ----------------------------------- | --------- | ------------------------------------------------- |
| Les données manquantes sont à compléter. |         |                                     |           |                                                   |
| 1765                                     |         | Jean-Louis De Lantilhac (1717-1792) |           | nommé par Louis XV, le 4 novembre 1765 pour 3 ans |
| 1772                                     |         | Léonard-Antoine Garreau             |           | Le 10 novembre 1772, nommé maire par Louis XV     |

### Entre 1800 et 1945
| Période                                  | Période | Identité                                         | Étiquette    | Qualité                                                 |
| ---------------------------------------- | ------- | ------------------------------------------------ | ------------ | ------------------------------------------------------- |
| Les données manquantes sont à compléter. |         |                                                  |              |                                                         |
| 1800                                     | 1806    | Gaspard Lecler                                   |              | avocat                                                  |
| 1806                                     | ?       |                                                  |              |                                                         |
| 1814                                     | 1814    | Gilbert Degeorge                                 |              | faisant fonction                                        |
| 1814                                     | 1815    | François Marie Lombard                           |              |                                                         |
| 1815                                     | 1816    | Alexandre Marie Grellet                          |              | faisant fonction                                        |
| 1816                                     | 1823    | François Marie Lombard                           |              |                                                         |
| 1823                                     | 1842    | Guillaume Rogier                                 |              |                                                         |
| 1842                                     | 1848    | François Eugène Assolant                         |              |                                                         |
| 1848                                     | 1848    | Joseph Delavallade                               |              |                                                         |
| 1848                                     | 1849    | Isidore Jean Bart Pépin                          |              |                                                         |
| 1849                                     | 1852    | Antoine Gilbert Rousseau                         |              |                                                         |
| 1852                                     | 1857    | Gilbert Degeorge                                 |              |                                                         |
| 1857                                     | 1858    | Maingonat                                        |              |                                                         |
| 1858                                     | 1859    | Antoine Albert Croc                              |              |                                                         |
| 1859                                     | 1859    | Laurent Hippolyte Clément                        |              |                                                         |
| 1859                                     | 1861    | Jacques Désiré Marie Elisabeth Beby              |              |                                                         |
| 1861                                     | 1870    | Charles Octave Maurice Sallandrouze de Lamornaix | Conservateur | Manufacturier Conseiller général d'Aubusson (1867-1877) |
| 1870                                     | 1871    | Jean-François Alphonse Blanchon                  |              |                                                         |
| 1871                                     | 1871    | Laurent Hippolyte Clément                        |              |                                                         |
| 1871                                     | 1874    | Charles Octave Maurice Sallandrouze de Lamornaix | Conservateur | Manufacturier Conseiller général d'Aubusson (1867-1877) |
| 1874                                     | 1876    | Jacques Désiré Marie Elisabeth Beby              |              |                                                         |
| 1876                                     | 1878    | Charles Octave Maurice Sallandrouze de Lamornaix | Conservateur | Manufacturier Conseiller général d'Aubusson (1867-1877) |
| 1878                                     | 1881    | Alfred Guillaume Roseleur                        |              |                                                         |
| 1881                                     | 1881    | Louis François Noël Maigniaux                    |              | Faisant fonction                                        |
| 1881                                     | 1882    | Louis Deneufvilles                               |              | Faisant fonction                                        |
| 1883                                     | 1885    | François Lepetit                                 |              |                                                         |
| 1885                                     | 1886    | Jean Joseph Léger Barraband                      |              | Faisant fonction                                        |
| 1886                                     | 1886    | Joseph Sylvain Roby-Pecot                        |              | Faisant fonction                                        |
| 1886                                     | 1886    | Jacques Désiré Marie Elisabeth Beby              |              |                                                         |
| 1886                                     | 1888    | Annet Jacques Nadaud                             |              | Faisant fonction                                        |
| 1888                                     | 1893    | Charles Joseph François Lepetit                  |              |                                                         |
| 1893                                     | 1902    | Marie Joseph Gabriel Sarciron                    |              |                                                         |
| 1902                                     | 1904    | Jean Baptite Louis Paul Léger Barraband          |              |                                                         |
| 1904                                     | 1917    | Claude A. Laroche                                | Rad.         | Conseiller général d'Aubusson (1898-1910)               |
| 1917                                     | 1919    | siège vacant                                     |              |                                                         |
| 1919                                     | 1929    | Louis Marie Antoine André Latrige                |              |                                                         |
| 1929                                     | 1935    | Gabriel Baptiste Tartary                         |              |                                                         |
| 1935                                     | 1940    | Camille Benassy                                  | SFIO         | Député                                                  |
| 1940                                     | 1941    | Gabriel Landillon                                |              | Faisant fonction                                        |
| 1941                                     | 1944    | Gaston Prosper Joseph Rouseau                    |              |                                                         |
| 1944                                     | 1945    | Gabriel Landillon                                |              | Faisant fonction                                        |

### Depuis 1945
Depuis l'après-guerre, dix maires se sont succédé à la tête de la commune.
| Période      | Période                    | Identité                     | Étiquette    | Qualité |
| ------------ | -------------------------- | ---------------------------- | ------------ | --- |
| mai 1945     | mai 1953                   | Antoine Beaufret (1881-1973) | SFIO         | Instituteur puis directeur d’école |
| mai 1953     | juin 1956 (démission)      | Auguste Chambonnet           | PRRRS        | Vétérinaire Sénateur de la Creuse (1938 → 1942) Député de la Creuse (1936 → 1938) Conseiller général d'Aubusson (1929 → 1941)                                                                        |
| juin 1956    | mars 1965                  | René Lachambre               |              | Chirurgien-dentiste |
| mars 1965    | janvier 1973 (démission)   | Paul Pauly                   | SFIO puis PS | Fonctionnaire du Trésor public Sénateur (1946 → 1973) Conseiller général d'Aubusson (1945 → 1973) Président du conseil général de la Creuse (1946 → 1973)                                            |
| janvier 1973 | mai 1980 (décès)           | Victor Pakomoff              | PS           | Docteur en médecine Premier adjoint (1965 → 1973) Conseiller général d'Aubusson (1973 → 1980) |
| juin 1980    | mars 1989                  | Robert Petit                 | MRG          | Notaire, juriste |
| mars 1989    | juin 1995                  | Thierry Ratelade             | RPR          | Expert-comptable |
| juin 1995    | mars 2001                  | Pierre-Henri Bos             | RPR          | Dirigeant de société |
| mars 2001    | juin 2023 (démission)      | Michel Moine,                | PS puis DVG, | Chef d'entreprise Conseiller général d'Aubusson (2004 → 2011) Vice-président du conseil général Président de la CC Aubusson-Felletin (2004 → 2013) Président de la CC Creuse Grand Sud (2014 → 2016) |
| juin 2023    | En cours (au 28 juin 2023) | Stéphane Ducourtioux         | PS           | Ingénieur du son à la Scène nationale d'Aubusson, ancien adjoint |